# 華麗なる大円舞曲 (ショパン)
『華麗なる大円舞曲』（かれいなるだいえんぶきょく、仏: Grande Valse brillante）変ホ長調 作品18は、フレデリック・ショパンが作曲したピアノのためのワルツであり、作曲者のワルツ作品の第1作である。通し番号をつけて『ワルツ第1番』と表記される場合もあり、またCDや出版物によっては『華麗なる大ワルツ』と表記されることもある。

## 概要
作曲は1833年であり、翌1834年の夏にシュルザンジェ社（パリ）及びブライトコップ・ウント・ヘルテル社（ライプツィヒ）から出版され、ショパンの女性の弟子の1人ローラ・オースフォールに捧げられた。
本来、ショパンはウィンナ・ワルツの表面的な華やかさと一線を画す作曲方針であり、郷里ジェラゾヴァ・ヴォラの両親に宛てた手紙で、
| 「 | 本当にウィーン風と思われるものには、何一つぶつかったことがありません。だから、私は未だにワルツが弾けないのです。 | 」 |

と記し、また師であるユゼフ・エルスネル（ヨーゼフ・エルスナー）に宛てた手紙にも、
| 「 | ここでは、ワルツが作品と考えられ、人を踊らせるために演奏するシュトラウスやランナーを指揮者と呼んでいるのだ！ 皆がそのように考えているわけではない。それどころか、多くのウィーン人がこのように熱狂するのを笑っているのだ。それなのにワルツしか出版されないなんて！ ……フンメルの最近の作品が非常に高くついたのに、たくさん売れなかったのだ。そういうわけでハスリンガーは、すべての（僕の）自筆譜の出版を遅らせて、シュトラウスばかり印刷しているのだ。（1831年1月29日付の手紙より） | 」 |

と記しており、当時のウィーンの音楽や出版事情について不満を述べている。
そのため、本作品以前に作曲されたワルツはいずれも短く、構成も簡単で舞踏音楽らしさはないが、後発作家の常として華やかな曲想で人気を得る必要があったため、題名の『華麗なる大円舞曲』から納得されるように、明瞭に実用的な舞踏曲として本作品を作曲した。
後に、ロシアの作曲家であるイーゴリ・ストラヴィンスキーが、1909年にセルゲイ・ディアギレフによるバレエ『レ・シルフィード』のために管弦楽用に編曲しており、他にもこのバレエのために、アレクサンドル・グレチャニノフやゴードン・ジェイコブ、ロイ・ダグラス、ベンジャミン・ブリテンらが本作品を編曲している。

## 構成
変ホ長調、ヴィーヴォ、三部形式。
華やかな変ロ音のファンファーレの後に華麗な主題が始まる。全体としては5部に分かれており、第1部（変ホ長調）、第2部（変ニ長調）、第3部（変ニ長調）、第4部（変ト長調）と新しい主題が現れ、第5部で最初の旋律に戻る。最後は4小節の序奏を持つコーダとなり、曲を閉じる。